# Bert J. Prulleman
Bert J. Prulleman is een Nederlandse gagstrip over een vuilnisman, die werd gemaakt door het stripmakersduo Prutswerk (Gerrit de Jager en Wim Stevenhagen). Nadat het duo Prutswerk uiteen was gevallen, heeft Wim Stevenhagen de strip alleen voortgezet.

## Publicatie
Bert J. Prulleman werd gepubliceerd in het jeugdtijdschrift Taptoe.. In 1983 en 1984 werden drie albums uitgegeven door uitgeverij Espee:
| Nummer | Titel             | Uitgavejaar | Uitgeverij |
| ------ | ----------------- | ----------- | ---------- |
| 1      | Bert J. Prulleman | 1983        | Espee      |
| 2      | Mooie boel        | 1984        | Espee      |
| 3      | Nieuwe troep!     | 1984        | Espee      |